# Ядгарово
Ядга́рово (рос. Ядгарово, башк. Йәҙгәр) — присілок у складі Кугарчинського району Башкортостану, Росія. Входить до складу Волостновської сільської ради.
Населення — 3 особи (2010; 18 в 2002).
Національний склад:
- башкири — 33%
- українці — 28%

## Видатні уродженці
- Єжов Микола Герасимович — Герой Радянського Союзу.